# Bugsuk
Bugsuk est une île des Philippines située en mer de Sulu, au sud de Palawan, dans la province de Palawan. Sa superficie est de 119 km2. L'île fait partie administrativement de la municipalité de Balabac (environ 40 000 habitants en 2020.

## Histoire
Pendant la Seconde Guerre mondiale, huit membres de l'équipage de l'USS Flier (SS-250) (en) ont rejoint l'île de Bugsuk après que leur sous-marin ait heurté une mine marine à l'est de Balabac (7° 58′ 43,21″ N, 117° 15′ 23,79″ E) le 13 août 1944, alors qu'il effectuait une patrouille de surface. Les survivants, qui étaient sur le pont et dans la tourelle lorsque l'explosion s'est produite, ont nagé 18 heures pour atteindre un atoll près de Bugsuk. Au cours des trois jours suivants, ils ont nagé jusqu'à deux autres îles avant d'atteindre Bugsuk et d'être aidés par des guérilleros philippins (sept autres marins se sont noyés au cours de ces trajets). Le bilan total de l'accident du Flier est de soixante-dix-huit morts.

## Faune
L'île abrite une espèce de mammifères endémique de la zone, le chevrotain de Balabac (Tragulus nigricans), qui est présent uniquement sur l'île voisine de Balabac – dont il tient le nom – ainsi que sur Bugsuk et Ramos.

## Industrie perlière
L'île abrite un important centre de recherche et de production d'huîtres perlières, et la première ferme de perliculture.
Les fermes suivantes de Jewelmer (gemperles) sont toutes dans la province de Palawan.